# Lansingerland

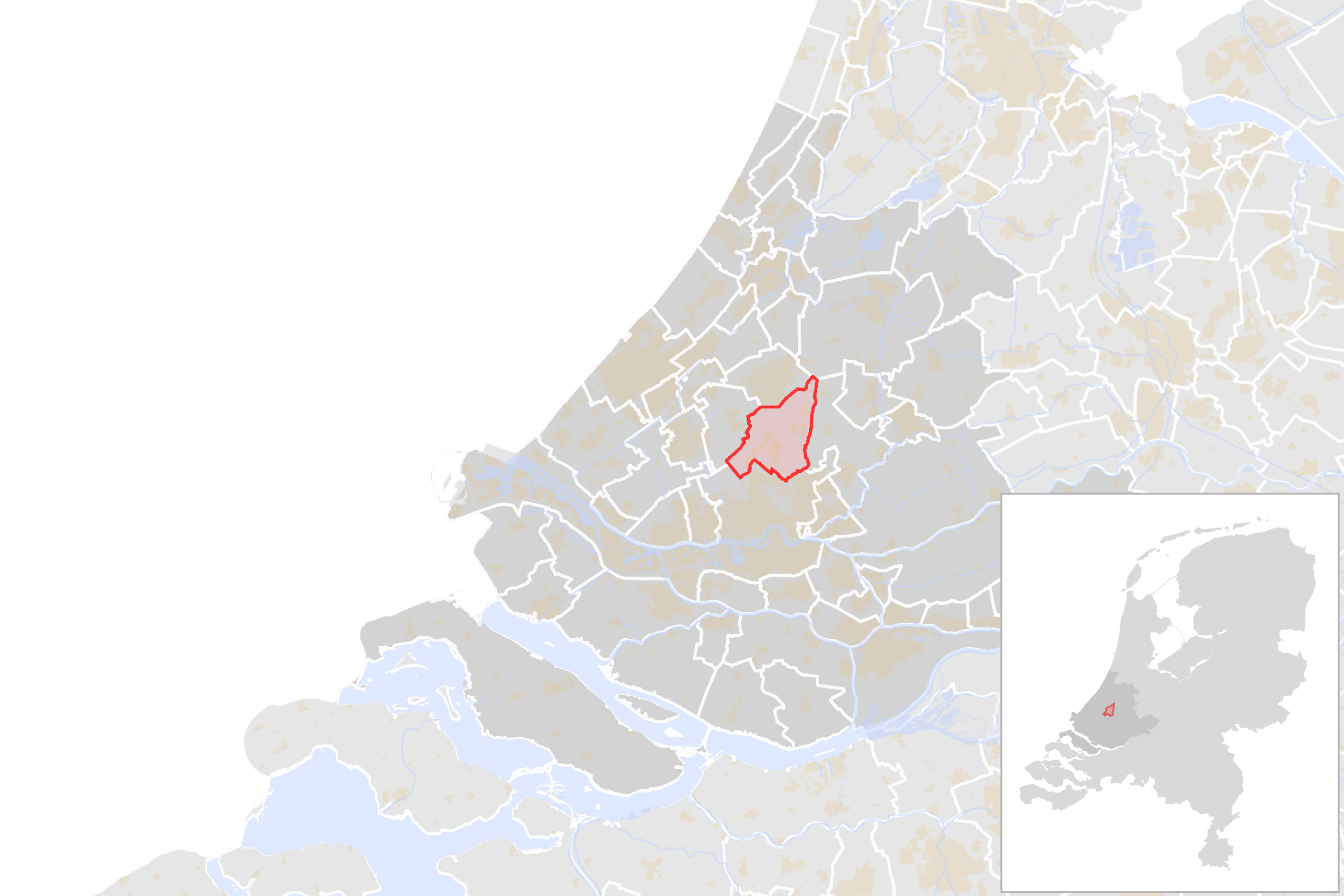
Lansingerlands läge

Lansingerland är en kommun i provinsen Zuid-Holland i Nederländerna. Kommunens totala area är 56,37 km² (där 2,09 km² är vatten) och invånarantalet är på 60 482 invånare (2017).